# 王江 (1963年)
王江（1963年7月—），男，汉族，山东乳山人，中华人民共和国政治人物、金融人物。
现任中央金融委员会办公室分管日常工作的副主任、中央金融工作委员会分管日常工作的副书记。

## 生平
1999年到2015年一直在建设银行工作，2015年3月任交通银行副行长，2017年7月任江苏省人民政府副省长。2019年12月任中国银行行长。2021年2月5日任中国建设银行行长。2022年3月4日，任中国光大集团股份公司党委书记。
2023年5月16日下午，免去其中国光大集团党委书记职务。5月18日，王江现身国家金融监督管理总局揭牌仪式，显示其已调任中央金融办分管日常工作的副主任。